# Nokia Asha 201
Nokia Asha 201 är en Series 40-baserad mobiltelefon med fysisk QWERTY-knappsats från Nokia som annonserades hösten 2011.
Asha 201 är i stora drag en kopia av Asha 200 – som lanserades samtidigt – men saknar den sekundära kortplatsen för ett extra SIM-kort.